# George E.D. Clyne
George E.D. Clyne (zm. 1984) – grenadyjski polityk i prawnik, premier Grenady w roku 1961.
Z wykształcenia prawnik. Należał do Zjednoczonej Partii Pracy Grenady, która wygrała wybory parlamentarne w marcu 1961. Ponieważ lider partii Eric Gairy nie dostał się do izby, Clyne objął w jego miejsce fotel premiera kolonialnej jeszcze wówczas Grenady. Po wyborach uzupełniających w sierpniu 1961 Gairy uzyskał mandat i zmienił Clyne’a na stanowisku premiera. Zmarł w 1984.